# Lindsaea parallelogramma
Lindsaea parallelogramma är en ormbunkeart som beskrevs av Cornelis Rugier Willem Karel van Alderwerelt van Rosenburgh. Lindsaea parallelogramma ingår i släktet Lindsaea och familjen Lindsaeaceae. Inga underarter finns listade.